# Rollo Weeks
Rollo James Percival Loring Weeks (* 20. März 1987 in Chichester, West Sussex, England) ist ein ehemaliger britischer Schauspieler. Der etwas ungewöhnliche Name kommt von einem seiner Vorfahren, einem Wikinger, und bedeutet „berühmter Wolf“. Seine Eltern sind Susan und Robin Weeks. Seine beiden älteren Schwestern Honeysuckle Weeks und Perdita Weeks sind ebenfalls Schauspielerinnen.

## Leben
Schon mit sechs Jahren stand Weeks für die Fernseh-Serie Goggle Eyes vor der Kamera. Später besuchte er die „Young’s Theater School“ in London, wo er professionellen Schauspielunterricht erhielt. Bekanntheit erlangte Rollo mit der Verfilmung des Kinderbuches Der kleine Vampir von Angela Sommer-Bodenburg im Jahr 2000. 2001 war Rollo Weeks Gast in einer Folge von TV total, wo er mit Stefan Raab über seine Rolle in Der kleine Vampir sprach.
Es folgten verschiedene nationale und internationale Fernsehverfilmungen wie Attila – Der Hunne  in dem er Attila als Jungen spielte, und schließlich der große und erfolgreiche Film Das Mädchen mit dem Perlenohrring, erschienen im Jahr 2003. Dieser Film war die erste Möglichkeit für Rollo Weeks, in einer internationalen Filmproduktion mitzuspielen, die später für drei Oscars nominiert wurde und zahlreiche Preise erhielt. Darin spielt er den jungen Frans, den Sohn des Malers Jan Vermeer.
Danach folgte 2004 George und das Ei des Drachen, in dem Rollo Weeks Wryn, den jungen Sohn eines Ritters spielt. Er begleitet George auf der Suche nach dem Drachen und aus seiner Perspektive erzählt er Teile des Films.
Rollos nächster Erfolg war die Verfilmung von Cornelia Funkes Bestseller Herr der Diebe, in dem er die Hauptrolle spielt. Darin verkörpert er den 15-jährigen Scipio, einen Meisterdieb aus Venedig, der sich nichts sehnlicher wünscht, als endlich erwachsen zu sein. In dem Film spielte er mit Aaron Johnson, Alice Connor, Jasper Harris, Lathaniel Dyer, George MacKay und Jim Carter.
Nach einer Pause spielte Rollo Weeks 2009 in der TV-Spieldokumentation Blood in the Water den Albert O’Hara. Die Dokumentation des Discovery Channel befasst sich mit den Haiangriffen im Jahr 1916 in New Jersey, die Vorbild für den Film Der Weiße Hai wurden. Außerdem hatte Rollo Weeks eine kleinere Rolle in dem Film Chéri. In dem 2012 erschienenen Film Booked Out übernahm er die Rolle des Jacob, der die verschiedenen Handlungsstränge und Darsteller des Films miteinander verbindet. In diesem Film hatte er seinen bislang letzten Auftritt als Schauspieler.
Mittlerweile ist Weeks als Fotograf und Kameramann in der Werbebranche tätig und tritt öffentlich unter dem Namen ‚Rollo Wade‘ auf.

## Filmografie
- 1993: Goggle Eyes (Miniserie)
- 1998: Berkley Square (Miniserie)
- 2000: Der kleine Vampir (The Little Vampire)
- 2001: Attila – Der Hunne (Attila, Miniserie)
- 2003: The Lost Prince (Fernsehfilm)
- 2003: Das Mädchen mit dem Perlenohrring (Girl with a Pearl Earring)
- 2004: George und das Ei des Drachen (George and the Dragon)
- 2004: The Queen of Sheeba´s Pearls
- 2006: Herr der Diebe (The Thief Lord)
- 2009: Blood in the Water (Fernsehfilm)
- 2009: Chéri. Eine Komödie der Eitelkeiten (Chéri)
- 2012: Booked Out